# Wade in the Water
Wade in the Water — афроамериканская духовная песня, текст которой был впервые опубликован в 1901 году в сборнике «New Jubilee Songs as Sung by the Fisk Jubilee Singers» известным коллекционером народной музыки Фредериком Уорком (Frederick J. Work) и его братом Джоном Уэсли Уорком-младшим. В 1925 году группа Sunset Four Jubilee Singers сделала первую коммерческую запись этой песни, выпущенную компанией Paramount Records. Позже песня исполнялась многими другими исполнителями. 
По мнению некоторых современных исследователей, текст песни отражает  исход евреев из Египта, описанный в Ветхом Завете. 